# Улица Альберта (Рига)
Улица А́льберта (латыш. Alberta iela; историческое русское название Альбертовская) — улица в центре Риги, соединяет улицы Стрелниеку и Антонияс. Длина улицы — 255 метров.

## История
Улица Альберта была заложена в честь 700-летия города и названа именем основателя Риги Альберта фон Буксгевдена. Улица Альберта была построена за 2 года. Улица Альберта считается жемчужиной югендстиля. Памятниками архитектуры признаны 8 домов. Большая часть домов на улице Альберта построена по проектам Михаила Эйзенштейна. В Латвийской ССР улица носила имя комсомольца Фрициса Гайлиса (1911—1933).

## Застройка
- д. 1 — был построен архитекторами Генрихом Шелем и Фридрихом Шеффелем в 1901 году. Дом занимает угловой участок на пересечении с улицей Антонияс. Дом был отреставрирован в 2009 году. Во время обучения в Латвийском университете в доме проживала известная латвийская эссеистка и писательница Зента Мауриня. В этом доме, в квартире № 1, во второй рижский период проживал общественный деятель и журналист, отец Елены Сергеевны Булгаковой и Ольги Сергеевны Бокшанской Сергей Маркович Нюренберг, а потом его вдова Александра Александровна, которую навещала Ольга Сергеевна[5].

- д. 2а — здание было построено в 1906 году по проекту архитектора Михаила Осиповича Эйзенштейна, занимавшего пост начальника отдела дорожного движения губернской управы. Был доходным домом Богуславского. Считается последним домом Эйзенштейна, выполненным в стиле декоративного модерна. Здание характеризует необычная примета — ложный этаж, который является наиболее эффективным проводником солнечного света (солярный культ очень много значил в архитектурной концепции модерна), а также служит для размещения дополнительных декоративных элементов. В то же время он был просто необходим, исходя из общего эстетического принципа равенства фасадов, которые должны были располагаться на одной линии.

Над входами в здание можно увидеть две женские скульптурные фигуры (условные оперные певицы) с факелами, одетые в «мокрые одежды», модные на рубеже XIX и XX веков. В то же время скульптурные изображения являются символами очищения и неограниченной силы огня. Во внутренний двор ведёт широкий проход. Входы обрамляют два сфинкса, зарисованные Сергеем Эйзенштейном в десятилетнем возрасте. Также заслуживает внимания взаиморасположенность четырёх уровней-стихий, плавно переходящих друг в друга, на которые архитектор условно разделил фасад здания: земля — вода — огонь — воздух, а также цветовой контраст между серым облицовочным материалом и красным кафелем (уровень «огня»).
В доме с 1909 по 1915 год прошли первые годы жизни Исайи Берлина, которому суждено было стать философом с мировым именем, основоположником нового направления философской мысли. Лучший друг Рандольфа Черчилля, встречавшийся с Анной Ахматовой в послевоенном Ленинграде. Отец дал ему фамилию своего приёмного деда, владельца нескольких мануфактур.
С 1916 по 1930 год дом принадлежал латвийской домовладелице по фамилии Лубе. В это время в здании функционировали школа акушеров и родильная клиника, в которой работал доктор Юрьян. В одной из квартир проживал оперный певец Йослевич со своей супругой.
- д. 2 — здание было построено архитектором Эйзенштейном в 1906 году. Сперва было доходным домом богатого рижского домовладельца Богуславского, после революционных событий перешло во владение госпожи Лубе. Здание отличает умеренная декоративная составляющая и подчёркнутая вертикальность (как в случае с соседним зданием); также заслуживает внимания параметрическая игра архитектора с арочными изображениями и оконными проёмами.

В здании располагалась квартира генерального консула Бельгийского королевства в Латвийской республике Рема, а также канцелярские помещения бельгийского диппредставительства. В одной из квартир проживал судья-юрист Салминьш со своей супругой, писательницей Аидой Ниедре. В доме также проживал известный латвийский архитектор межвоенного и советского периодов Сергей Николаевич Антонов со своей супругой, актрисой Ольгой Антоновой. Квартире № 1 в этом доме суждено было стать последним пристанищем рижского публициста, адвоката и краеведа Сергея Марковича Нюренберга (ум. 24.10.1933), отца Елены Сергеевны Булгаковой, жены М. А. Булгакова, и Ольги Сергеевны Бокшанской, секретаря МХАТ и личного секретаря В. И. Немировича-Данченко.
- д. 3 — год постройки и автор неизвестны. В доме проживал рижский архитектор Пауль Мандельштам, приехавший в Лифляндию из небольшого населённого пункта Жагаре на территории современной Литвы. В настоящее время в здании располагается жилая резиденция посла РФ в Латвии[источник не указан 489 дней].

- Создателем д. 4 также был архитектор Михаил Эйзенштейн. Строил он его для своего хорошего друга — заместителя председателя губернского суда Андрея Лебединского, который выкупил несколько садово-огородных участков на этой улице после 1901 года — до этого территория принадлежала главному садоводу города Тимму. Дом был готов в 1904 году. Реставрация состоялась уже в новейший период и была завершена в 2008 году.

Здание отличает богатая архитектурная характеристика: в первую очередь обращают на себя внимания два колоритных стукковых льва, повёрнутых хвостами друг к другу — символы неразрешимого противоречия и непрекращающейся борьбы, в которой не суждено достичь консенсуса. Эти скульптурные фигуры могут быть интерпретированы как обозначения непреходящей битвы между двумя как бы взаимоисключающими составляющими жизни Эйзенштейна-старшего — между хаотичной неупорядоченной повседневностью и внутренней духовной жизнью архитектора. Фасад выполнен в светлой цветовой гамме, белый цвет символизирует упорядоченность, гармонию, идеальное устройство.
Планировка центрального фасада здания отличается безукоризненной симметрией в композиции. Важным декоративным элементом, украшающим верхний этаж над «змеевидным» балконом, является компактно расположенный в стратегическом центре маскаронный горельеф с изображением трёх медуз (отсылка к известному сюжету из античной мифологии).
Также на фасаде можно наблюдать три разных типа окон, применённые архитектором Эйзенштейном при планировке здания: на первом этаже проектировщик использовал «промышленное» окно в виде фабричной формы, что позволило указать на стремление модерна к восприятию последних достижений в области технического прогресса (а также акцентировать значимый мотив вечного строительства и развития). На втором этаже можно наблюдать характерное для ар нуво окно, которое в научной сфере обозначается «одна треть», поскольку одновременно освещает три комнатных пространства, а в эстетико-журналистской концепции получило стойкое обозначение «почковидное окно», поскольку по форме напоминает этот внутренний орган. Его основная функция — демонстрация устремлённости к освещению, следование основным принципам солярного культа. Наконец, третий вариант оконного проёма (достаточно часто воспроизводимый в модерне) — окно в форме замочной скважины, в прагматическом плане олицетворяет стремление домовладельца к сохранению неприкосновенности частной жизни. Надвратное изображение — женский крылатый маскерон — древний восточный мотив, направленный на олицетворение вечного цикличного возрождения, непознанной, непостижимой мудрости и просвещённости, тайного человеческого и божественного знания (этот мотив можно часто встретить на фасадах зданий рижского и европейского модерна).
В здании проживал первый президент Латвийской Академии наук (с 1946 по 1951 год), академик-агроном, один из лучших специалистов Латвийской ССР в области животноводства Паулис Леиньш (об этом свидетельствует мемориальная доска с правой стороны фасада). С противоположной стороны находится другая памятная доска, посвященная самому зодчему.
В одной из квартир проживал известный певец Латвийского оперного театра Виктор Стотт со своей женой. В другой квартире долгое время до своей смерти проживал известный лифляндский врач, филантроп, разработчик нескольких новых методов курортного лечения Михаил Михайлович Максимович. Способный ученик Жана Мартена Шарко, основатель всероссийски известной лечебницы на территории за современным юрмальским концертным залом «Дзинтари», Максимович сохранил хорошие отношения с представителями эпатажной богемы Серебряного века, самым видным из которых был Валерий Яковлевич Брюсов, отдыхавший у Максимовича в зимний сезон 1913 года, чему и посвятил короткое стихотворение. Благодаря Максимовичу у многих раненых солдат Первой мировой войны появился шанс на бесплатное квалифицированное лечение. Такой же шанс появился и у многих беднейших жителей рижского Московского форштадта, для которых Максимович открыл благотворительную лечебницу.
- Старейший дом на улице Альберта — д. 5. Его построил архитектор Фридрих Шеффель в 1900 году. В этот дом после Великой Отечественной войны переехала вдова общественного деятеля и журналиста С. М. Нюренберга Александра Александровна, здесь у неё бывала её младшая дочь Елена Сергеевна Булгакова[5].

- д. 6 — доходный дом действительного статского советника Андрея Павловича Лебединского. Этот участок был им выгодно приобретён в числе трёх остальных за 70 рублей. Сразу же после удачно оформленной покупки Михаил Осипович Эйзенштейн приступил к строительству здания. В 1904 году дом был готов и пригоден для жилья. Здание в архитектурно-декоративном плане выигрывает за счёт искусно смоделированного ощущения контраста от причудливого сочетания красного кирпича и зелёного облицовочного материала. Под балконами, выполненными в соответствии с прагматико-эстетической концепцией модерна (в основу концепции положена кривизна линий), спрятаны лица поющих женщин-медуз.

Над входом — изящный горельеф с изображением инфернального мужского маскерона с шаловливо-лукавым выражением лица, колеблющегося в выборе между двумя женщинами (женские маскероны окружают его слева и справа). По одной из версий, этим провокационным рельефом Эйзенштейн спародировал образ жизни своего почтенного архитектурного оппонента, исследователя рижской старины доктора Вильгельма Неймана. Возможна также интерпретация голов как трёх возрастных этапов в жизни человека.
В межвоенный период в здании располагался зал собрания еврейской студенческой корпорации «Хасмонеи».
Некоторое время в одной из квартир этого дома проживал латвийский оперный певец Адольф Кактиньш, который в юности вынужден был подрабатывать помощником каменщика из-за нехватки средств и необходимости прокормить семью. Именно он своим громовым голосом будоражил окрестности (ария Риголетто) после окончания строительства «неуклюжего эклектиозавра» (как дотошные журналисты тут же окрестили Художественный музей на Николаевской), в котором сам принимал деятельное участие.
- д. 7. Необарочное строение, архитектор Герман Отто Хилбиг (1860—1939 год), экспериментатор в области эклектичного направления в городском зодчестве, автор церкви Павла в конце улицы Авоту.

- д. 8. Считается первым зданием инженера-архитектора Эйзенштейна на этой улице. Строительство практически было закончено в 1903 году, тем не менее дом начал функционировать как доходный лишь с 1908 года. В начале 2010 года была завершена реставрация здания. Здание отличает нарядный, богато и симметрично декорированный эркер, пилястры увенчаны женскими маскеронами, аллюзивно отсылающими к мотивам египетской мифологии; неоднократно приходилась слышать разговорное название для этого дома — «саркофаг».

Фасад организует роскошный растительный (древесный) мотив, акцентирующий продуцирующую тему вечного расцвета и совершенства, устремлённости к солнцу, богатству, а также красоте физической и духовной. На украшениях балконов можно встретить редкий мотив новой жизни. Два нижних симметрично расположенных по отношению друг к другу балкона украшены комарами, расправившими крылья и взлетающими, однако же погибающими, поскольку голубой цвет губительно действует на комаров. Тем не менее, на верхнем балконе можно обнаружить украшение в виде куколки, из которой уже скоро должен будет появиться новый комар. Так изящно раскрывается мотив преодоления смерти жизнью на фасаде этого дома.
Цветовая сторона фасада построена на гармонии белого и голубого цветов, которые аллюзивно отсылают нас к небу. На самом верху, где архитектор достигает правильной прямоугольной ритмичности, можно видеть львиные маскероны, амбивалентные символы огня, силы, затаённой энергии, выходящей наружу. Таким образом, фасад является одним из наиболее привлекательных с точки зрения декоративного наполнения и выигрывает за счёт органичного смешения элементов растительного и животного орнаментов.
В одной из квартир этого дома жил Рихард Берзиньш, первый директор главного латвийского информационного агентства «LETA».
- д. 9. Строил архитектор Константин Пекшенс, строительные работы окончены в 1901 году. В здании располагался еврейский детский сад Аллы Левис, работавший до начала 1930-х годов.

- д. 10. Дом был построен по проекту архитектора Пауля Мандельштама в 1903 году. В здании в 1930-х годах находился факультет сравнительной анатомии при ЛУ; ныне там расположен факультет географии и геодезии. Здание принципиально отличается по стилевой характеристике от домов Эйзенштейна, располагающихся по соседству. Фасад, выполненный с использованием архитектонических элементов европейского неоклассицизма, украшен колоннами с изображением медицинского жезла Эскулапа, что как бы указывает на функциональную нагрузку здания (сравни с рекламой Золотого века на фасаде Коммерческого банка на Домской площади). Этот примечательный элемент также участвует в характеристике авторского стиля.

Здание немного пострадало в ходе освобождения латвийской столицы в октябре 1944 года, позже было восстановлено.
- д. 11. Стилевая отнесённость строения — финский национальный романтизм (или северный модерн), автор — архитектор Эйжен Лаубе, ученик Пекшена. Год постройки — 1908. Представляет собой колоритный образец позднего стилевого ответвления рационального модерна.

В начале 1920-х годов здание по решению городского совета выделили для нужд торгового представительства Советской России. Туда пригласили Маяковского во время одного из его визитов в Ригу. Он прочитал увлекательную лекцию по новейшим достижениям в области поэтического творчества и представил поэму «Люблю», на которую, по словам поэта-соловья революции, «цензура отреагировала вяло, едва-едва через три дня арестовала». Посещение Маяковским латвийской столицы в бытность независимого государства нашло своё отражение в программном тексте эпатажного поэта «Как работает республика демократическая. Стихотворение опытное, восторженно-критическое», в котором автор представил свой субъективный взгляд на образ жизни в независимой Латвии, сдобренный качественной и игривой иронией, свойственной для Маяковского 1920—1925 годов.
Нижний этаж фасада выполнен в естественном камне, ризалиты увенчаны шлемами викингов, надвратное изображение представлено рунической эмблемой, что органично отсылает к северной концепции.
- д. 12 — яркий образец национально обусловленной реакции на скандинавский северный модерн. Дом построен с использованием структурных и декоративных элементов латышского национального романтизма. Строили его два мастера: Пекшен и Лаубе, учитель и ученик. Год постройки — 1903. С апреля 2009 года на первом этаже здания (вход со стороны бокового фасада, выходящего на улицу Стрелниеку) находится Рижский музей югендстиля[6].

Здание характеризует элегантный приём структурной организации — имитированный фахверк над верхними этажами, применённый здесь в качестве чисто декоративного элемента. Угловой ризалит богато декорирован растительным орнаментом (сосновые ветви) с изображениями белок и клестов, как бы инкрустированных в сосновый декор. Симпатичная угловая башенка также отсылает здание к концепции национального романтизма.
С 1904 по 1911 год в доме на четвёртом этаже проживал основоположник латышской жанровой живописи Янис Розенталь со своей женой, финской оперной певицей Элли Форсель. С ними проживал Рудольф Блауманис, одни из корифеев латышской драматургии. С 1977 года в здании находится музей-квартира, посвящённая этим людям.
- д. 13. Дом построен Эйзенштейном в разгар русско-японской войны в 1904 году. Фасады отличают кричащие женские маскероны, стоячие скульптурные изображения женщин с открытыми ртами с выражением беспокойства и тревоги. Умиротворяющим контрастом на их фоне кажется маскерон бога солнца Аполлона, помещённый в композиционный центр здания. Птица Феникс, опустившая перья хвоста, изображения дев со скрещёнными под бюстом косами, козлиные черепа, геометрическая символика — всё указывает на танатологические и даже эсхатологические ощущения автора проекта. Во многом здание соотносится со стилевым приёмом, принятом в раннем рижском модерне — horror vacui, который после 1905 года быстро вышел из моды.

В начале 1920-х годов в здании разместился департамент политической полиции Латвии. В 1933 году в результате падения из окна этого заведения погиб молодой коммунист Фрицис Гайлис, в честь которого улица Альберта была переименована в советский период.
В настоящее время в здании расположены два посольства — Бельгии и Ирландии, а также многочисленные офисные учреждения.